# Kunstgewricht

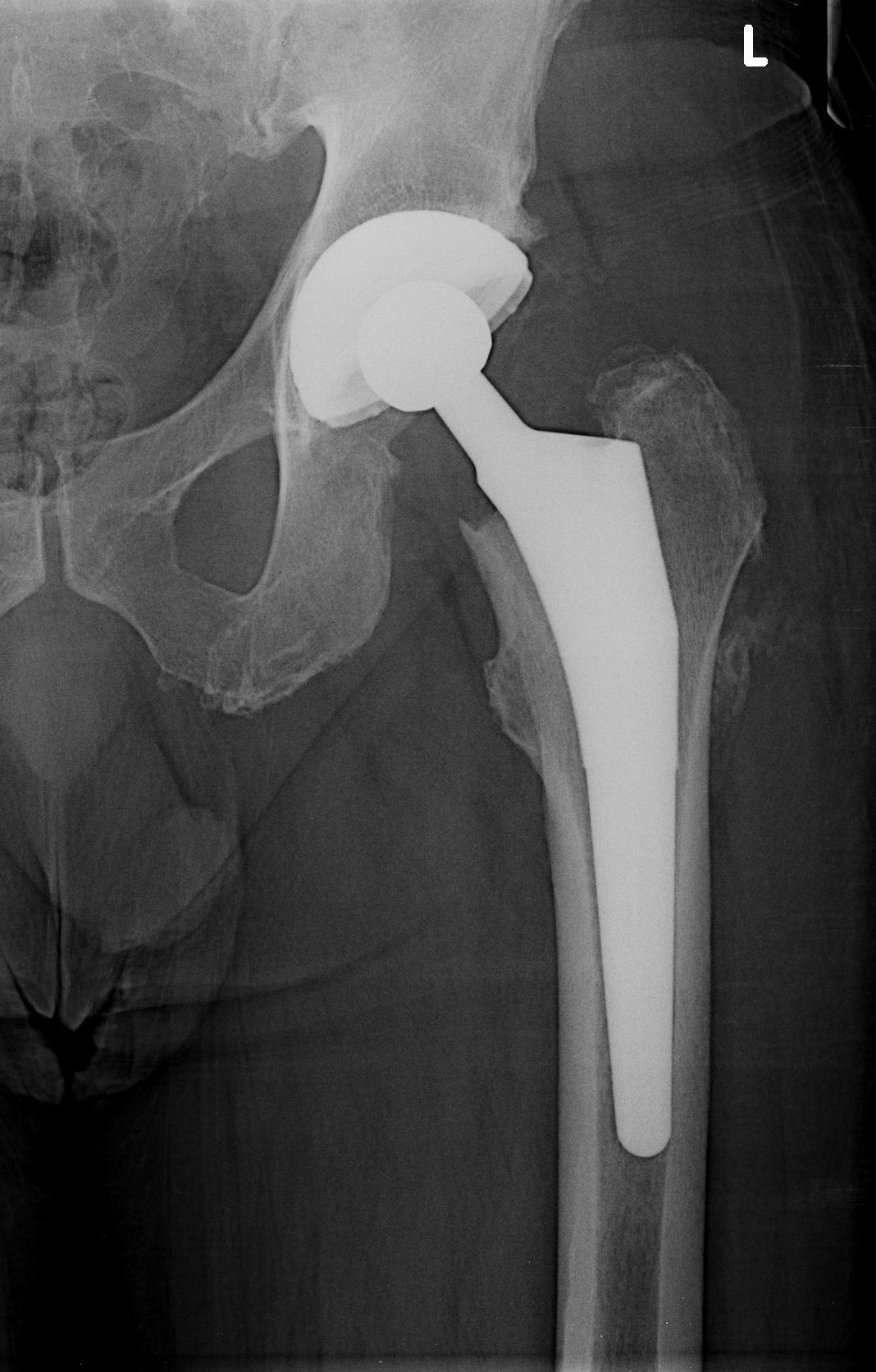
Heupprothese (kunstheup) op een röntgenfoto

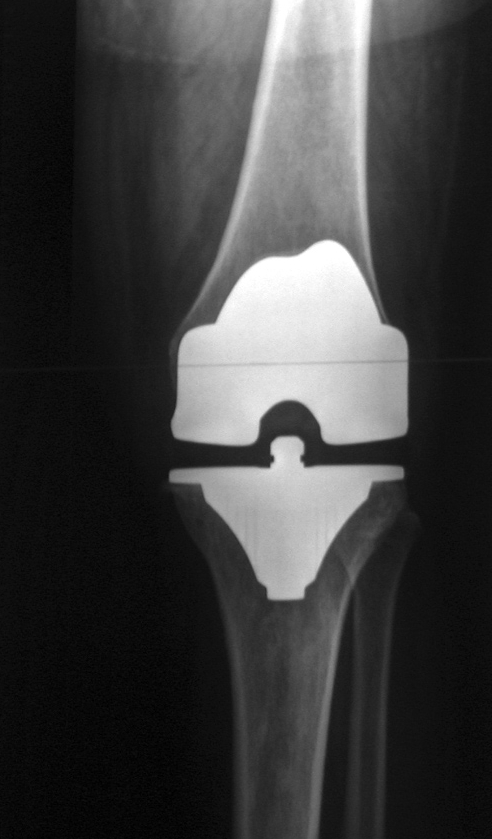
Knieprothese op een röntgenfoto

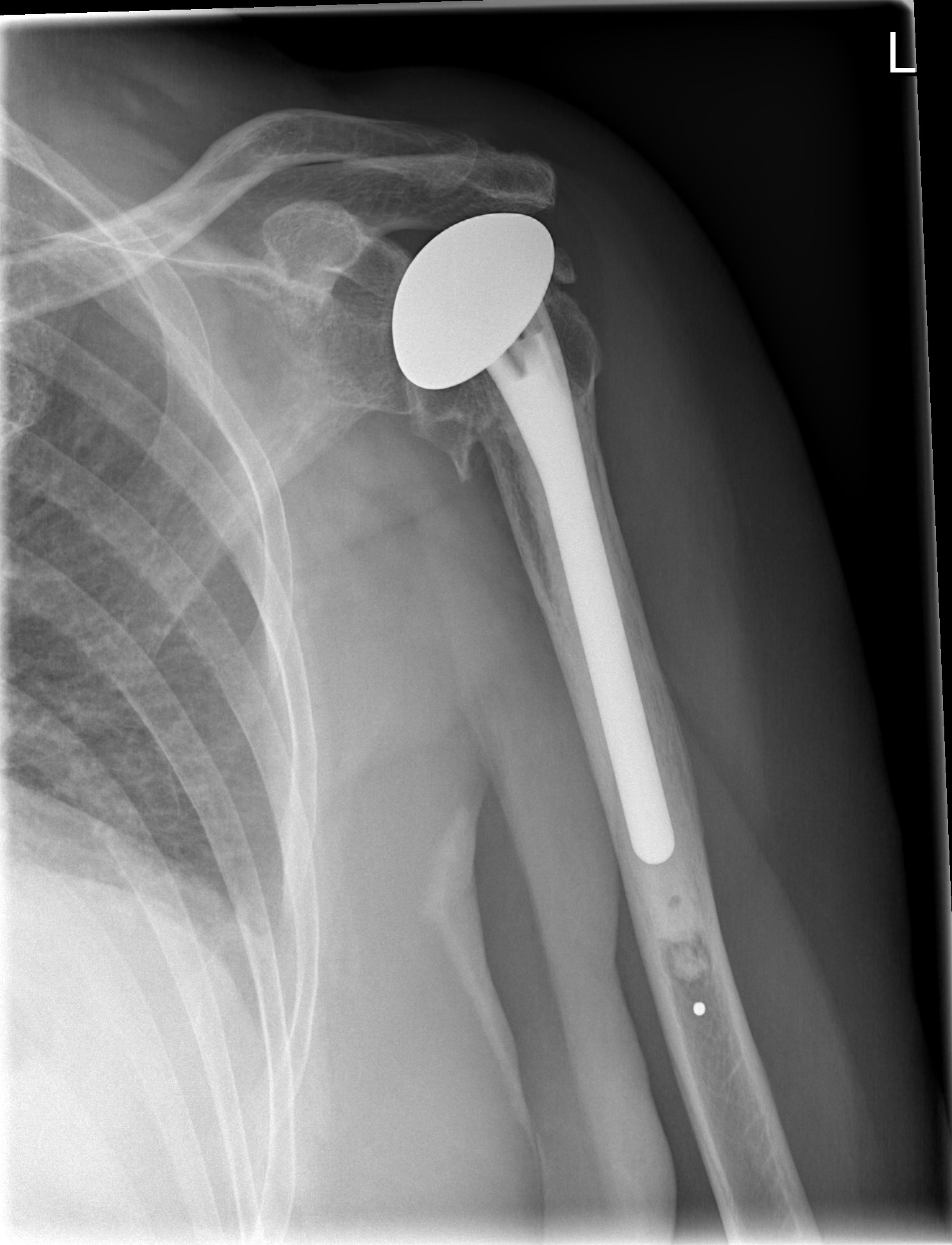
Schouderprothese op een röntgenfoto

Een kunstgewricht is een kunstmatig gewricht dat dient ter vervanging van natuurlijke gewrichten, die door slijtage of ziekte niet meer functioneren.

## Toepassingen
Kunstgewrichten worden toegepast voor heupen, knieën, schouders,ellebogen enkels en polsen.
Kunstheupen zijn zeer succesvol, gevolgd door knieën, maar ook vervangende kunstschouders, -enkels en -polsen winnen terrein. In de rug worden ook versleten of beschadigde (tussen)wervelschijven meer en meer vervangen, maar door de vele zenuwbanen en dergelijke is dat niet zonder risico.

## Kunstheup
Een kunstheup bestaat uit meerdere componenten; een steel die in het bovenbeen wordt geplaatst en een cup (kom) die in het bekken wordt geplaatst. Op de steel kan een kopje geplaatst worden door middel van een conisch toelopend eind. Het kopje wordt hierop vastgeslagen. er ontstaat dan een koudlas. De doorsnede van dit kopje bedraagt in het algemeen 28 mm. Om het verschil in doorsnede tussen de kom, die vaak minimaal 46 mm is te overbruggen moet in de kom een laag polyethyleen worden aangebracht. Bij gecementeerde heupprothesen is dit niet nodig, zie hieronder.
Een kunstheup gaat in het algemeen zo'n vijftien jaar mee. In de meeste gevallen laat de kunstheup na een dergelijke periode los en ontstaat botverlies. Hierdoor ontstaat pijn en verzwakt het bot. Dit is een reden om de heup te vervangen, hetgeen een grotere ingreep is dan het plaatsen van een prothese als het de eerste keer betreft. Er kan ook slijtage optreden ter hoogte van het contactvlak tussen kopje en kom. Door de losgelaten deeltjes reageert het lichaam met afstotingsverschijnselen waardoor de heup loslaat.
Er bestaat een onderscheid tussen gecementeerde en ongecementeerde heupprothesen. Gecementeerde heupprothesen worden geplaatst door een polymeer, polymethylacrylaat, te gebruiken, dat vergelijkbaar is met tweecomponentenlijm. Deze methode werd al door Charnley gebruikt en is heden ten dage nog de standaard.
Ongecementeerde heupprothesen zijn gemaakt van titanium, een lichaamsvriendelijk metaal. Hierbij wordt geen cement gebruikt maar wordt de prothese zo passend mogelijk in het bot geplaatst nadat dit op maat is gebracht. Het oppervlak van een dergelijke prothese is ruw waardoor het bot de gelegenheid krijgt zich hierop te hechten.
Er zijn meer verschillen in materiaal bij gecementeerde en ongecementeerde heupprothesen. De kom bestaat bij een gecementeerde heup uit polyethyleen en de steel en de kop uit een legering: chroom, kobalt en molybdeen. Bij een ongecementeerde heup bestaat zowel de kom als de steel uit titanium. Het contactvlak tussen kop en kom bestaat in de meeste gevallen uit metaal en polyethyleen. De laatste jaren is metaal op metaal in opkomst. Er komt steeds meer bewijs dat deze methodiek minder slijtage tot gevolg heeft. Langetermijnresultaten ontbreken vooralsnog.

## Ontwikkeling
Aan de ontwikkeling is vooral de naam van orthopedisch chirurg prof. dr. Charnley verbonden (± 1975).
In de afgelopen decennia is het inbrengen van kunstgewrichten bij ouderen en ook steeds meer jongere mensen bijna een routine-operatie geworden.

## Materiaal
Het materiaal mag uiteraard niet door de lichaamssappen aangetast worden en het metalen deel is daarom vaak vitallium, wat een mengsel is van kobalt, chroom, molybdeen en kleine hoeveelheden andere metalen.
De kunststof delen bestaan vaak uit nylon 66 al of niet versterkt met glasvezel.
In de aanloop werd teflon ingezet, echter dat heeft weliswaar een lage wrijvingscoëfficiënt, maar geen grote drukbestendigheid.
Bekende producenten zijn onder andere Krupp in Duitsland en International Nickel in USA.

## Uitwendige hulpmiddelen
Uitwendige vervangers van gewrichten noemt men exoprotheses, bijvoorbeeld de orthese.